# 361 v. Chr.
Portal Geschichte | Portal Biografien | Aktuelle Ereignisse | Jahreskalender | Tagesartikel

◄ |
5. Jahrhundert v. Chr. |
4. Jahrhundert v. Chr. |
3. Jahrhundert v. Chr. |
►

◄ | 380er v. Chr. | 370er v. Chr. | 360er v. Chr. | 350er v. Chr. |
340er v. Chr. |
►

◄◄ | ◄ | 364 v. Chr. | 363 v. Chr. | 362 v. Chr. | 361 v. Chr. |
360 v. Chr. |
359 v. Chr. |
358 v. Chr. |
► |
►►

## Ereignisse

### Westliches Mittelmeer
- Gaius Licinius Stolo und Gaius Sulpicius Peticus werden römische Konsuln.

### Östliches Mittelmeer
- Der spartanische König Agesilaos II. lässt sich und sein Söldnerheer für den Kampf bei den ägyptischen Thronstreitigkeiten anwerben. Sein Sohn Archidamos III. übernimmt in der Zeit seiner Abwesenheit den Thron.
- Athen entsendet eine Flotte unter Triarch Leosthenes zum Kampf gegen Alexander von Pherai. Diesem gelingt bei den Kykladen ein Überraschungsangriff, dem fünf attische Trieren und 600 Soldaten zum Opfer fallen. Der überlebende Leosthenes wird für seine Niederlage von den Athenern zum Tode verurteilt und hingerichtet.

### Kaiserreich China

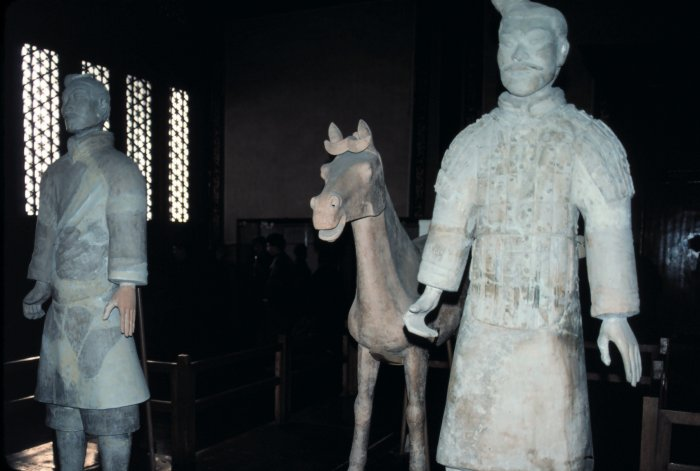
Ein Qin-Soldat

- Qin Xiao wird neuer Herzog des Qin-Reiches, das unter seiner Herrschaft durch seine legalistisch orientierte Regierung systematisch ausgebaut wird. Er erobert mehrere Nachbarländer – und macht sein Reich zum Musterstaat des Legalismus, der das Strafgesetz als Herrschaftsinstrument empfiehlt. Qin wird in 31 Landkreise eingeteilt, die von Beamten verwaltet werden.

## Geboren
- 361 oder 360 v. Chr.: Agathokles von Syrakus, Tyrann von Syrakus († 289 v. Chr.)

## Gestorben
- Leosthenes, griechischer Offizier